# サヴァンナ (原子力貨物船)
原子力貨客船サヴァンナ（NS Savannah）は、アメリカの貨客船で、世界で2番目に建造された非軍事目的の原子力船である。船名は、19世紀に初めて大西洋を横断した蒸気船サヴァンナに由来する。
経済性の低さから短期間で退役し、核動力が撤去された上で、現在はメリーランド州ボルチモアで展示されている。

## 建造
1955年に、ドワイト・アイゼンハワー大統領の平和のための原子力政策によって、原子力商船の建造が提案された。翌1956年に連邦議会の承認を得て、原子力委員会と連邦海事局、商務省の共同プロジェクトとして原子力商船の開発が始まった。船体の建造は、ニューヨーク造船所が担当し、原子炉と主機はバブコック・アンド・ウィルコックスによって製造された。1959年7月21日に進水し、アイゼンハワー夫人のマミー・アイゼンハワーによって、「サヴァンナ」と命名された。サヴァンナは1961年12月に完成し、1962年5月1日に引き渡された。

## 設計

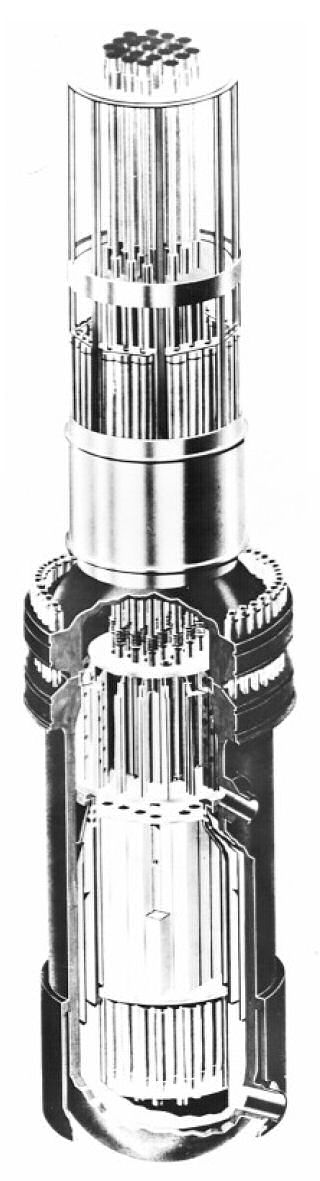
サヴァンナ号に搭載されたB&W製加圧水型原子炉

サヴァンナは、商用船における原子力機関の応用を実証するデモンストレーション船として建造され、またアイゼンハワー政権における「原子力の平和利用」政策のショーケースでもあった。外観は、印象的で優美な船体をしており、バルク運搬船というよりも豪華なヨットのようだった。旅客定員は60人で、空調完備のファーストクラスに相当するステートルームを30室を有し、映画館にもなる2つのラウンジに水泳プール、ダンスフロア、図書館を備えていた。レストランには、船名の由来となった蒸気船サヴァンナの模型が飾られていた。
船体の前半はばら積み貨物を搭載可能な貨物庫で、積載量は8,500 tonで、体積は652,000 立方フィート（18,000 m³）だった。

## 運用
1962年に引き渡されたサヴァンナで貨物輸送による収入を得るために、連邦海事局は1965年から1975年にアメリカン エクスポート-イスバランテンラインズへ貸し出した。航海において、安全記録は印象的で燃費は卓越しており、白く輝く船体は、煤煙によって汚れることはなかった。
就役したサヴァンナは、大西洋岸からパナマ運河を経て、西海岸やハワイへの航海を続けていたが、1964年にアメリカのニューヨーク港から西ドイツのブレーメルファーヘンへ向けての処女国際航海を行った。ハンブルグに寄港した際には2万人を超える訪問者を迎えたが、肝心の旅客は定員60人に対して約2割の14人しか乗客が集まらず、貨物も依頼が少ないまま約3割の約300トンのみを積載した。
1967年3月、サヴァンナの日本への航海が計画され、日本政府に領海立ち入りの申請が行われた。アメリカ原子力委員会とアメリカ原子炉安全諮問委員会から安全説明書が提出されたが、日本政府も原子力安全委員会で独自の審査を行った。日本寄港が6月15日に予定されていたため、休日返上の作業の結果、4月12日に原子力安全委員会は一定の条件を満たせば安全性は確保できるとの結論を、原子力委員会に報告した。しかし、事故が起きた際の補償や無過失責任など外交上解決しなければならない課題が山積し、結局日本寄港は断念された。サヴァンナの東アジア航海は予定より遅れて行われ、米国統治下の沖縄に寄港したサヴァンナは、10月2日から4日まで那覇軍港（現・那覇港湾施設）に停泊した。この航海に旅客はおらず、自動車を積載した純粋な貨物船としての運航だった。

## 商船としての限界
当初は、サヴァンナに続いて数百隻の原子力動力の商用船を建造する構想もあった。しかし、サヴァンナの運用は、大型の原子炉主機の問題や経済性から早期に頓挫した。

### 乗員の問題
乗員数は、同規模の石油を燃料とする船舶の3倍で、貨客船とはいえ乗客よりも多かった。乗員は通常の船舶の免許を取得する訓練に加え、原子力船を運用するための専用の訓練も完了する必要があった。
さらに、賃金の分類で労働争議が勃発し、サヴァンナの機関士は原子力の訓練の補償として割増賃金を要求した。航海士達は、伝統的に機関士よりも高い給料を受け取っていた。労働仲裁人は、専用の訓練の必要性が低いにもかかわらず、航海士達にとって有利な従来の賃金算定表に従う評決を下した。この賃金の問題は続いた為、海事局はステーツ・マリーン・ラインとの契約を打ち切り、アメリカン・エクスポート・イスブランテン・ラインズを新しい運行業者に選定した。その結果、新たに乗員の訓練をする必要がある為、1年近く予定が遅れた。運行業者が変わった事により、労働争議はすぐに緩和したが、この紛争解決の失敗は、原子力商船の実現の可能性を永遠に曇らせることになった。

### 積載量
サヴァンナは商船への原子力推進技術の実証船舶であり、建造時から経済的な競争力は期待されていなかった。サヴァンナ号は乗客用に空間を浪費したので、貨物空間8,500 ton、体積652,000 立方フィート（18,000 m³）は、同クラスの多くの競争相手よりも少量だった。流線型の船体は、前方から積載する事が面倒で、自動化された港湾の荷役装置では不利だった上、荷役装置の設計は見栄えを重視して設計されていた。
その結果、通常の重油を燃料とするC4級貨物船のような同規模の船舶と比較して、年間200万ドル余計に経費がかかった。1972年、連邦海事局は経費を節減する為、退役させる決断を下した。この決断は、石油の費用を1トンあたり20ドルで算出した試算によるもので、1974年の第一次石油危機により1トンあたり80ドルになったことにより、通常の船舶よりも大幅に運行経費が高いということにはならなくなったが、それでもなお割高だった。

## 博物館船へ
サヴァンナは1818年に建造されて大西洋を横断した初の蒸気船である初代サヴァンナ号同様、革新的な推進装置を備えていたが、商業的には失敗した船となった。1972年の退役後、サヴァンナは船名と同じジョージア州サヴァンナのドックに入渠し、海上ホテルに改装されることになった。しかし、投資家は見つからず、テキサス州ガルベストンに係留された。
1981年、サヴァンナはサウスカロライナ州マウントプレザントの、パトリオット海事博物館へ展示されるために回航された。そこで見学者達は、窓越しに原子炉を見学する事が出来た。博物館は、見学できる部分を増やそうとしたが、それは実現しなかった。1982年11月16日、サヴァンナはアメリカ合衆国国家歴史登録財に指定され、1991年7月17日にはアメリカ合衆国国定歴史建造物に指定された。
1993年、連邦海事局による定期検査により、サヴァンナを乾ドッグへ移すことが必要になり、翌1994年に、パトリオットポイントからメリーランド州ボルチモアへ修復の為に移された。その後、ヴァージニア州ニューポートニューズの国防予備船隊へ移動した。核燃料は退役時に既に取り外されていたが、搭載されていたシステムの部品は放射能を帯びていた。
連邦海事局は、放射性物質の除染作業を行い、原子力関連の機材を撤去した。2006年8月15日から、ヴァージニア州ノーフォークのColonna's 造船所で99万5,000ドルの費用をかけ、修復作業が行われた。2007年1月30日、ニューポートニューズ市の所有する23番桟橋に係留された。翌年5月8日、ノーフォークからボルチモアまで放射能を除去する為に回航された。サヴァンナは、ボルチモアで最大3年で58万8,380ドルをかけ、Vane Brothers'造船所で作業を行う 。

### 文献
- Björn Landström Skeppet 1961, saknar
- Robert Jackson Liners, Tankers & Merchant ships 2002, ISBN 1-84013-477-1